# 562936 Brodyimre
562936 Brodyimre este o planetă minoră (asteroid) din centura de asteroizi. A fost descoperită pe 3 septembrie 2010 la Piszkéstetői Obszervatórium⁠(d) de . 
Obiectul prezintă o orbită caracterizată de o semiaxă mare de 2,5599932768746 UAi, o excentricitate de 0,14712111705077, o înclinație de 4,205916908929 ° în raport cu ecliptica.